# John Miles (pilote)
Pour les articles homonymes, voir John Miles et Miles.
John Miles, né le 14 juin 1943 à Londres et mort le 8 avril 2018 à Norwich, est un pilote automobile britannique.
Il a notamment disputé 12 Grands Prix de Formule 1, débutant le 6 juillet 1969 au Grand Prix de France. Il a inscrit un total de 2 points en championnat du monde où il pilotait pour l'écurie Lotus dont il a été le pilote-essayeur officiel de la révolutionnaire Lotus 63 à 4 roues motrices.

## Biographie

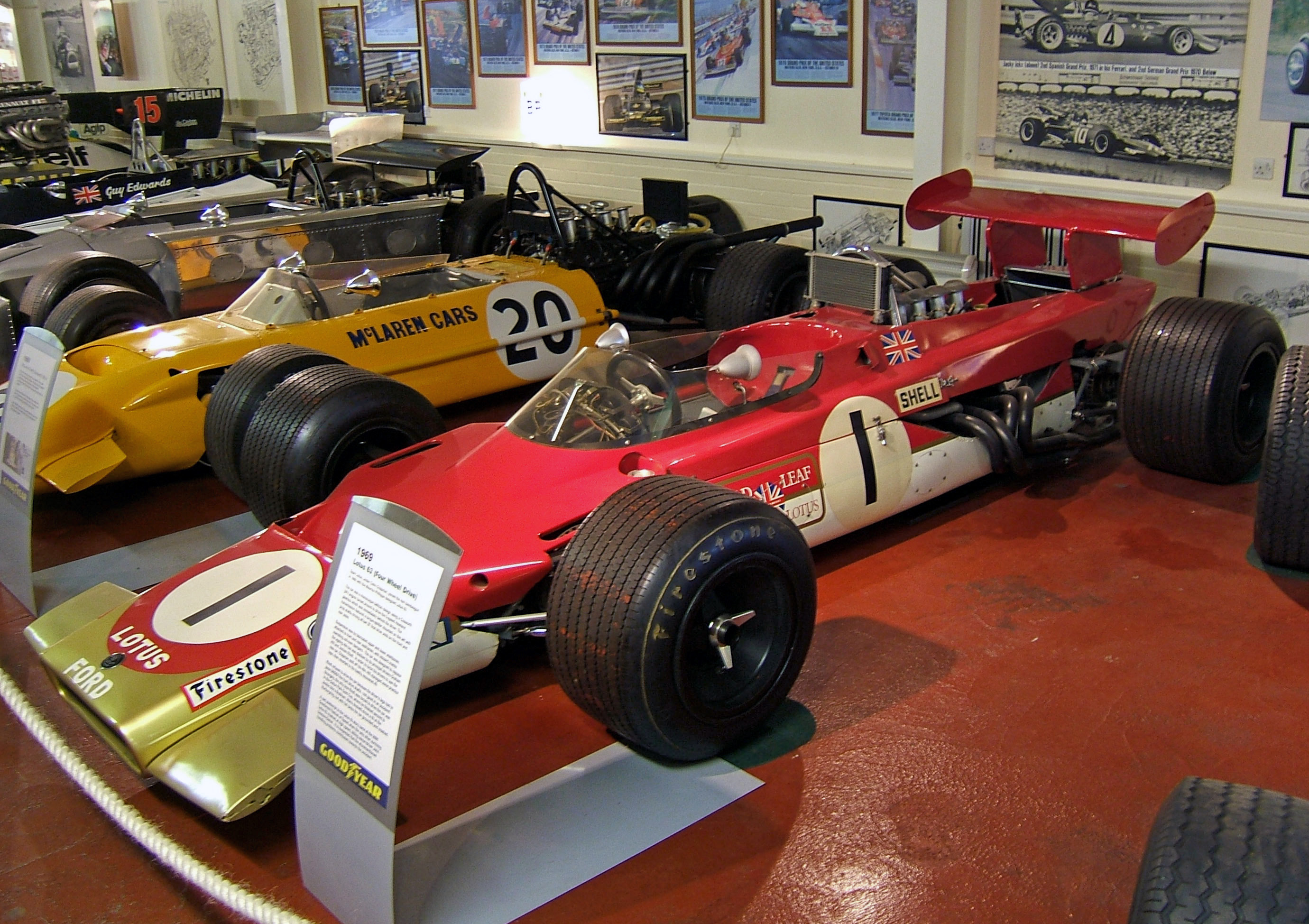
Lotus 63 à 4 roues motrices.

John Miles est le fils de l'acteur Bernard Miles. Jeune, il aurait pu suivre les traces de son père dans une carrière théâtrale mais le sport automobile eut sa préférence. Grâce à de nombreuses victoires au volant d'une Diva-Austin GT, il est repéré par Colin Chapman qui l'intègre au sein de l'écurie Lotus, d'abord en GT puis Formule 3. En 1967 et 1968, il remporte de belles victoires en Formule 3 puis en 1969 en Formule 2. À la suite de ses performances, Chapman lui confie le volant de la Lotus 63 à quatre roues motrices à partir du Grand Prix de France mais les résultats ne sont pas au rendez-vous au volant d'une monoplace très décevante (quatre abandons en cinq épreuves).
L'année suivante, John Miles est le second pilote de l'écurie Lotus derrière Jochen Rindt. Il dispose enfin d'une monoplace performante et termine cinquième de l'épreuve inaugurale à Kyalami. Il est ensuite complètement éclipsé par son chef de file qui gagne le championnat du monde : à Jarama et Monaco, Miles échoue en qualifications et, pendant toute la saison, il ne parvient pas à s'extirper du milieu de grille, loin de Rindt qui multiplie les victoires.
Les problèmes de John Miles trouvent leur dénouement au Grand Prix d'Italie lorsque, pendant les essais, Colin Chapman lui demande de suivre le choix de Rindt en courant avec la nouvelle Lotus 72 sans aileron avant ni arrière afin de tirer profit du rapide circuit de Monza et ses virages spécifiques. Miles s'y conforme à contre-cœur, perturbé par la tenue de route de la voiture dans les lignes droites. Rindt se tue à cause d'une défaillance des freins de sa monoplace qui passe sous les barrières de sécurité métalliques trop hautes pour le profil aérodynamique de la Lotus 72. C'en est trop pour Miles qui quitte l'écurie sans prendre part au Grand Prix et est remplacé par Reine Wisell.
Il devient, en 1971, pilote-essayeur chez BRM et prend part à deux courses de Formule 1 hors-championnat, avant de se lancer dans les courses de tourisme. Avec son passé de pilote-essayeur et étant un ingénieur mécanicien qualifié, Miles se fait un nom, plus tard, en travaillant pour la division route de Lotus Cars pour le développement des Lotus de série.

## Résultats en championnat du monde de Formule 1
| Saison | Écurie               | Châssis                       | Moteur      | Pneus     | GP disputés | Points inscrits | Classement |
| ------ | -------------------- | ----------------------------- | ----------- | --------- | ----------- | --------------- | ---------- |
| 1969   | Gold Leaf Team Lotus | Lotus 63                      | Cosworth V8 | Firestone | 5           | 0               | n.c.       |
| 1970   | Gold Leaf Team Lotus | Lotus 49C Lotus 72B Lotus 72C | Cosworth V8 | Firestone | 7           | 2               | 19e        |